# Энтони, Руфин
Руфин Энтони (англ. Rufin Anthony, 12 февраля 1940, Британская Индия — 17 октября 2016) — пакистанский католический епископ, ординарий епархии Исламабада-Равалпинди.

## Биография
Энтони Теодор Лобо родился 12 декабря 1940 года в Британской Индии. 29 июня 1969 года был рукоположён в священника.
4 августа 2009 года Римский папа Бенедикт XVI назначил Руфина Энтони вспомогательным епископом епархии Исламабада-Равалпинди. 21 сентября 2009 был рукоположён в епископа.
18 февраля 2012 года Руфин Энтони был назначен ординарием епархии Исламабада-Равалпинди. 17 марта 2012 года был назначен апостольским администратором епархии Фейсалабада.